# Zekő
A Zekő régi magyar személynév, talán a szökik igéből ered, és a jelentése ugró, szökellő, táncoló vagy a szó későbbi jelentése szerint menekülő, bujdosó.

## Gyakorisága
Az 1990-es években szórványos név, a 2000-es években nem szerepel a 100 leggyakoribb férfinév között.

## Névnapok
- április 21.[2]
- augusztus 23.[2]
- november 17.[2]